# Mittuniversitetet
Mittuniversitetet (dosłownie: Uniwersytet Środkowy) – szwedzka publiczna szkoła wyższa.
Uczelnia została założona 1 lipca 1993, przez połączenie kolegiów uniwersyteckich działających w Sundsvall i Härnösand oraz Östersund. 1 lipca 1995 dołączono także kolegium w Sundsvall i Örnsköldsvik oraz Kolegium Nauk o Zdrowiu w Sundsvall. 
W skład uczelni wchodzą Wydział Nauk Humanistycznych oraz Wydział Nauk Ścisłych, Technologii i Mediów.